# Galactia striata
Galactia striata är en ärtväxtart som först beskrevs av Nikolaus Joseph von Jacquin, och fick sitt nu gällande namn av Ignatz Urban. Galactia striata ingår i släktet Galactia och familjen ärtväxter.

## Underarter
Arten delas in i följande underarter:
- G. s. crassirachis
- G. s. striata
- G. s. villosa

## Bildgalleri

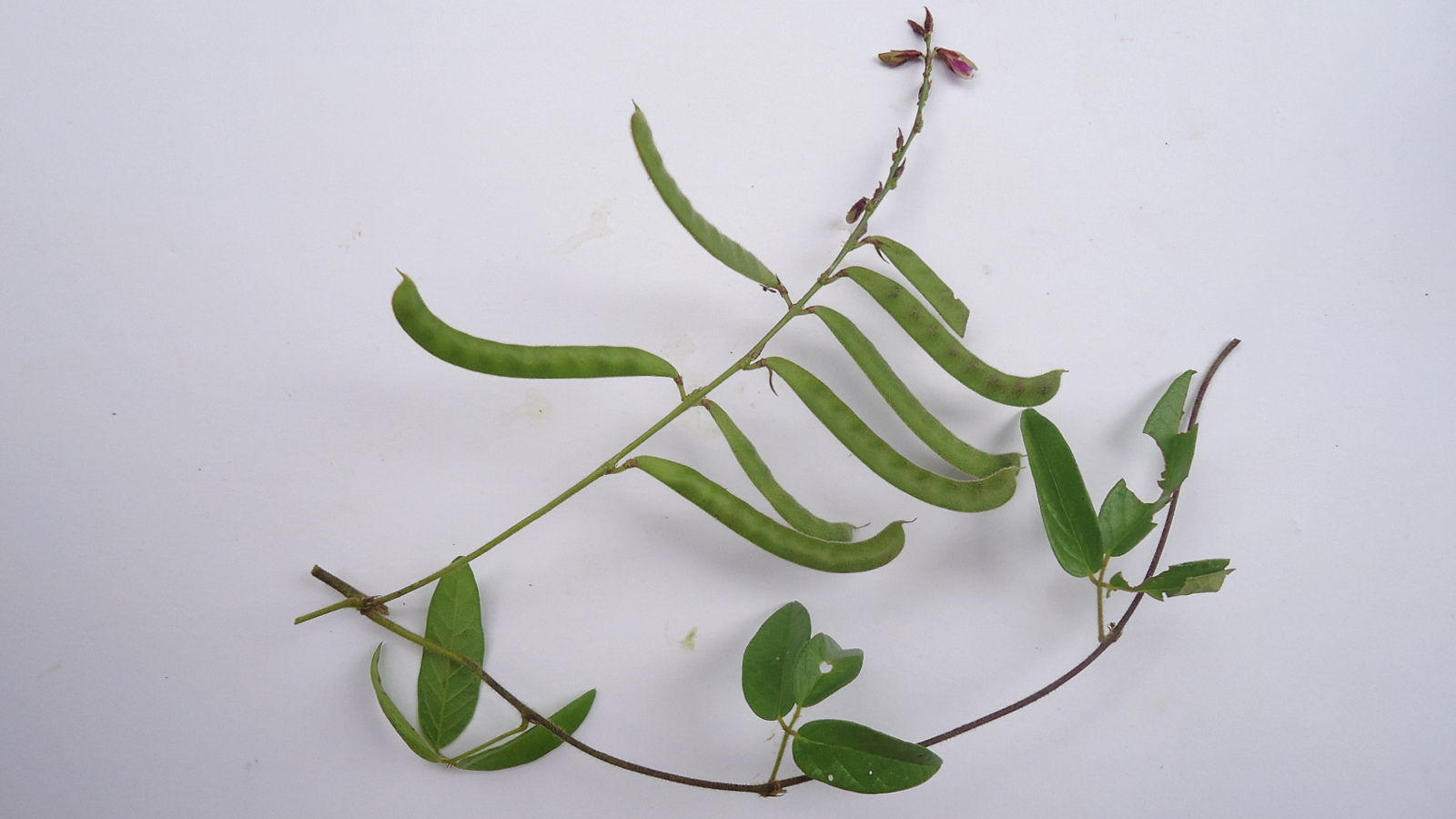
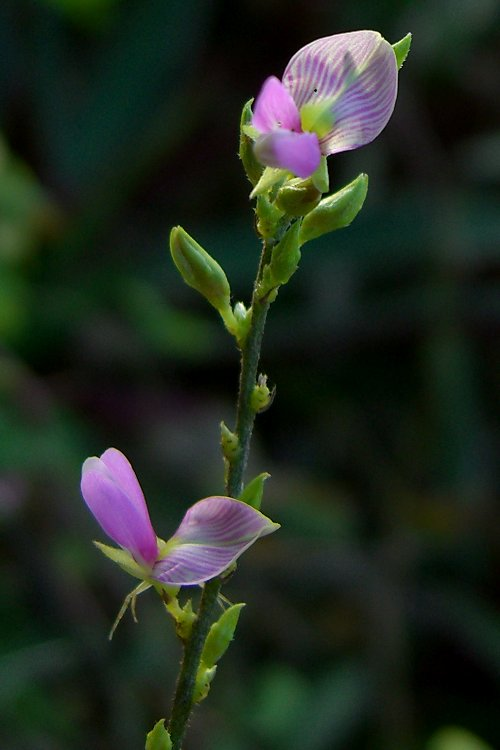